# 那加桐野町
那加桐野町（なかきりのちょう）は、岐阜県各務原市の地名。現行行政町名は那加桐野町一丁目から那加桐野町九丁目。

## 地理
各務原市の那加地区に属し、各務原市の北西に位置する。町域の東部は那加大洞、尾崎西町、那加柄山町、那加西市場町、西部は那加芦原町、及び岐阜市琴塚、天池、日野南、南部は那加琴が丘町、那加土山町、北部は岐阜市日野南、日野東に接する。
地名は、明治22年まで存在した桐野村に因む。
道路
- 県道92号岐阜巣南大野線
- 女子大通り

## 歴史
この地域は江戸時代は美濃国各務郡桐野村。1889年（明治22年）に西市場村、更木新田、桐野村、岩地村、山後村、長塚村、前洞村、影野新田、新加納村が合併し、那加村（1940年に町制施行し那加町）が発足すると那加村大字桐野となる。
1963年（昭和38年）、蘇原町、鵜沼町、稲羽町と合併し各務原市が発足すると那加桐野町に改称。
1979年（昭和54年）1月20日にこの地域で区画整理が行われ、従来の那加桐野町と那加山後町の一部、那加西市場町の一部をもって、那加桐野町が成立。
1980年（昭和55年）5月6日、岐阜市琴塚3丁目の一部を編入。

## 世帯数と人口
2024年（令和6年）10月1日現在の世帯数と人口は以下の通りである。尚、那加桐野町五丁目は山林及び東海学院大学の敷地となっており、住民はいない。
| 丁目             | 世帯数  | 人口    |
| ---------------- | ------- | ------- |
| 那加桐野町一丁目 | 179世帯 | 364人   |
| 那加桐野町二丁目 | 33世帯  | 86人    |
| 那加桐野町三丁目 | 30世帯  | 49人    |
| 那加桐野町四丁目 | 90世帯  | 152人   |
| 那加桐野町六丁目 | 161世帯 | 383人   |
| 那加桐野町七丁目 | 62世帯  | 179人   |
| 那加桐野町八丁目 | 13世帯  | 31人    |
| 那加桐野町九丁目 | 12世帯  | 25人    |
| 計               | 580世帯 | 1,269人 |

## 小・中学校の学区
市立小・中学校に通う場合、学区は以下の通りとなる。
| 番・番地等 | 小学校                   | 中学校               |
| ---------- | ------------------------ | -------------------- |
| 全域       | 各務原市立那加第一小学校 | 各務原市立那加中学校 |

## 主な施設
- 東海学院大学
- 東海学院大学短期大学部
- 岐阜陸軍墓地
- 諏訪神社 - 白幣社
- 観音寺

## 交通
- 各務原市ふれあいバス那加線

※岐阜バスの岐阜日野線、大洞団地線、岐阜関線、岐阜三野線に「東海学院大学前」バス停があるが、所在地は那加桐野町では無く、岐阜市琴塚に存在する。